# Sainte-Martine
Sainte-Martine è un comune del Canada, situato nella provincia del Québec, nella regione di Montérégie.